# Glock 44
Die Glock 44 ist eine halbautomatische Pistole im Kaliber .22 lr der Firma Glock. Dabei handelt es sich um die erste Kleinkaliber-Pistole des sonst auf Behörden und Militär konzentrierten Unternehmens. Mit diesem Modell wird ein größerer Markt angesprochen, zum Beispiel Sportschützen und Schützenvereine, da Kleinkalibermunition sehr preiswert ist. Durch das kleine Kaliber ist auch der Rückstoß wesentlich geringer. Dieser Aspekt ist besonders für Trainingszwecke von Vorteil, da die Größe der Glock 44 der der Glock 19 entspricht, welche häufig bei Behörden Verwendung findet.

## Produktion
Die Waffe wird in Deutsch-Wagram in Niederösterreich hergestellt und wurde am 10. Dezember 2019 der Öffentlichkeit erstmals vorgestellt.

## Technik
Sie verfügt über ein Zehn-Schuss-Magazin und wiegt ohne Munition 418 Gramm. Sonst hat sie alle Merkmale einer Glock-Pistole der fünften Generation und die Größe einer Glock 19. In der Form und Handhabung entspricht sie aber größerkalibrigen Modellen und eignet sich daher als Übungswaffe für Militär und Polizei.